# Tenzin Rabgje
Tenzin Rabgje (ur. 1638, zm. 1696) – czwarty druk desi (1680-1694).
Był potomkiem Drukpy Kunleja. Z jego inicjatywy powstał między innymi pierwszy, zniszczony w 1968, most w Łangdu Phodrang (1685) i kompleks świątynny Taktshang (1692). Najprawdopodobniej za jego rządów ustalono kształt listy tzw. Trzynastu Sztuk zawierającej formy aktywności zaliczane do rzemiosła oraz sztuki, rozbudowano także Traszigang Dzong.